# Myrmeleon yemenicus
Myrmeleon yemenicus är en insektsart som beskrevs av Hölzel 2002. Myrmeleon yemenicus ingår i släktet Myrmeleon och familjen myrlejonsländor. Inga underarter finns listade i Catalogue of Life.